# Косминский, Аарон
Аарон Косминский (англ. Aaron Kosminski, пол. Aaron Kośmiński, ур. Арон-Мордка Козминский; 11 сентября 1865, посад Клодава, Польша — 24 марта 1919, Лондон, Великобритания) — польско-еврейский эмигрант, проживавший в Лондоне; один из подозреваемых в Уайтчепельских убийствах под прозвищем Джек-потрошитель.
В сентябре 2014 года детектив-любитель, автор книги «Имена Джека-потрошителя» Рассел Эдвардс заявил средствам массовой информации, что доказал вину Косминского при помощи специалиста в области ДНК-анализа, молекулярного биолога Яри Лоухелайнена, сравнивая найденные на вещественном доказательстве образцы митохондриальной ДНК с генетическим материалом потомков жертвы и предполагаемого убийцы. Эти сведения не были должным образом опубликованы и не были подвергнуты научному рецензированию, корректность генетических исследований также вызвала вопросы специалистов.

## Биография
Косминский родился в Польше, в городе Клодава, входившем в Привислинский край Российской империи, в семье портного. У него были три сестры и брат. После убийства императора Александра II по России в 1881 году прокатилась волна погромов, после которой много евреев эмигрировало. В этом же году среди эмигрировавших евреев был и 16-летний Аарон Косминский вместе с сестрами и братом.
В 1881 году семья переехала в Великобританию и поселилась в Лондоне. Мать Косминского, которая была указана как вдова, присоединилась к ним к 1894 году. В свидетельстве о смерти отца 1887 года указано, что Абрам Космински умер в польском городе Коло, всего в пяти милях от Гжегожева, его родного города.
Уайтчепел — район в Лондоне, где проживали эмигранты из Восточной Европы и Российской империи, там же жил и работал парикмахером Аарон Косминский .
Уже в 1885 году у него стали замечать признаки психического заболевания: его терзали слуховые галлюцинации, он боялся брать еду у других людей, отказывался мыться.
Известно, что работу он бросил и жил за счёт своих сестер.
12 июля 1890 года Космински впервые попал в психиатрическую больницу, из которой был отпущен спустя три дня. Однако 4 февраля 1891 года он вновь оказывается в психиатрической клинике. Некий Джекоб Коэн обвинил Косминского в нападении с ножом на сестру, и последующие 28 лет, до самой своей смерти, Косминский проведет в психиатрических больницах.
В примечании к делу сказано, что Косминский был болен, по крайней мере, с 1885 года. Его безумие приняло форму слуховых галлюцинаций, параноидального страха быть накормленным другими людьми, отказ от мытья или купания.
Трактовка причины заболевания, согласно медицинским записям, звучит так: «Аарон Косминский сошел с ума из-за пристрастия к сексуальному самоудовлетворению».
Из-за плохого питания Косминский был в истощенном состоянии в течение многих лет.
К февралю 1919 года он весил всего 96 фунтов (44 кг). Умер он 24 марта 1919 года в возрасте 53 лет в психиатрической клинике от гангрены ноги.

## Подозреваемый в деле «Джека-потрошителя»
Начиная с 1888 были зафиксированы смерти одиннадцати женщин в районе Уайтчепел в Ист-Энде Лондона. Данные преступления были связаны в одно полицейское расследование, известное как «убийства в Уайтчепел». У семерых из одиннадцати жертв было перерезано горло. В других четырех случаях тела были изуродованы после смерти.
В 1888 году с августа по ноябрь почерк убийств был характерен. Это привело полицейских к выводу, что действует серийный убийца, которого прозвали Джек-потрошитель. Несмотря на активное расследование полицейских из Скотланд-Ярда, его личность так и не была установлена из-за недостаточности улик, и дело «Джека-потрошителя» было официально закрыто в 1892 году.
Спустя годы после прекращения убийств были обнаружены документы, в которых четко сказано о подозрениях полицейских в отношении человека с фамилией «Космински».
В своих записках, написанных в 1894 году, сэр Мелвилл Макнаген, помощник начальника Лондонской столичной полиции, называет одного из подозреваемых, польского еврея с фамилией «Космински» (без имени). Записки обнаружили в 1959 году в личных бумагах его дочери, Леди Аберконвей, адресованных тележурналисту Дэниэлу Фарсону. Сокращенная версия этих архивов была представлена полицией общественности в 1970-х годах. Макнаген заявил, что есть серьезные причины подозревать Космински, так как «сильная ненависть к женщинам могла стать причиной для убийств».
В 1910 году помощник комиссара сэр Роберт Андерсон отметил в своих записках, названных «Более светлая сторона моей официальной жизни», что «Потрошитель» был «бедным польским евреем».
Главный инспектор Дональд Свонсон, который руководил расследованием дела «Потрошителя», на полях копии воспоминаний Андерсона сделал рукописные заметки, в которых упоминал фамилию «Космински».. Эта копия мемуаров была подарена потомками Свонсона в Музей преступности Скотланд-Ярда в 2006 году.
В 1987 году автор-исследователь Мартин Фидо проверил в архивах дела всех заключенных с фамилией Космински и нашел только одного — Аарон Космински.
Существует вероятность, что в период совершения убийств Аарон Космински жил либо на Провиденс-стрит, либо на Гринфилд-стрит. Обе улицы располагались близко к местам убийств. Адреса приютов для душевнобольных, представленные в отчетах полиции, находятся в старом городе Мил-Энн, только на краю Уайтчепела. Описание симптомов Аарона в примечаниях к делу указывает на то, что у него была параноидальная шизофрения. Известны случаи больных шизофренией людей, которые были серийными убийцами, например, Питер Сатклифф.
В заметках Макнагена говорится, что Косминский потворствовал «одиноким порокам»; в своих мемуарах Андерсон писал о «неописуемых пороках» своего подозреваемого. Сделанные заявления могут соответствовать записям в примечаниях к делу, что Аарон совершал акты самоповреждений . В своих заметках Свонсон сообщал, что подозреваемый был определен в психиатрическую клинику в Колней-Хэтч, что точно совпадает с известными подробностями о жизни Космински, кроме единственной детали — его ранней смерти.
Андерсон утверждал, что «Потрошитель» был идентифицирован как «единственный человек, который наиболее походил на убийцу», однако судебное преследование подозреваемого не было возможным, поскольку и свидетель, и преступник были евреями, а евреи отказывались свидетельствовать против соотечественников. Макнаген писал, что «никто никогда не видел убийцу Уайтчепел», что прямо противоречит воспоминаниям Андерсона и Свонсона.
В своих записках Генри Смит, исполняющий обязанности комиссара полиции Лондона, отверг заявление Андерсона о том, что евреи не будут свидетельствовать друг против друга, назвав его «безрассудным обвинением» против евреев. Инспектор Эдмунд Рейд, который первоначально отвечал за расследование, также оспаривал мнение Андерсона.
Во всех сохранившихся официальных полицейских документах нет записей про Аарона Косминского, кроме записок Макнагена.
Зафиксировано только два инцидента о насильственном поведении Косминского, когда он был задержан полицейскими: за попытку нападения с ножом на свою сестру и попытку ударить стулом санитара психиатрической клиники в январе 1892 года. В клинике для душевнобольных Косминский говорил в основном на своем родном языке, на идише. Скорее всего, английский язык он знал плохо, а значит не смог бы убедить англоязычных жертв идти с ним в темные переулки, поскольку предполагалось, что «Потрошитель» делал именно так.
Убийства «канонической пятерки», в которых обвиняется «Потрошитель», закончились в 1888 году, но расследования по Косминскому продолжались до 1892 года.

### ДНК-доказательство
7 сентября 2014 года доктор Яри Лоухелайнен, эксперт в области исторического анализа ДНК, объявил, что исследователь Рассел Эдвардс заказал ему провести ДНК-тест биоматериалов, содержащихся на шали, которая была найдена возле убитой Кэтрин Эддоус. Шаль Эдвардс приобрел на аукционе в 2007 году. Найденные образцы ДНК на шали сравнили с генетическим материалом потомков Косминского. Лоухелайнен заявил, что «первая цепь ДНК показала совпадение на 99,2 %. При тестировании второй цепи было получено идеальное 100%-е соответствие». Результаты ДНК-теста были представлены доказательством судебно-медицинской экспертизы.
В книге «Имена Джека-потрошителя» Эдвардс назвал Аарона Космински «Джеком-потрошителем». Он написал, что вопрос об убийствах Уайтчепел окончательно закрыт. Эдвардс утверждал, что Косминский был в списке подозреваемых в полиции, но пока шло следствие, не нашлось достаточных доказательств, чтобы привлечь его к суду.
В своем выступлении Эдвардс отметил:

Я провёл 14 лет, исследуя, кто же всё-таки был убийцей. Теперь мы окончательно раскрыли тайну того, кто был Джеком-потрошителем. Только неверующие, которые хотят увековечить миф, будут сомневаться. Этот миф нами развеян.

Однако выводы Лоухелайнена не были подвергнуты экспертной оценке других ученых или исследователей. Профессор сэр Алек Джефрис, судебный эксперт, который изобрел метод выделения ДНК из отпечатков пальцев в 1984 году, сообщил, что находка Лоухелайнена оказалась «интересным утверждением, которое должно быть подвергнуто экспертной оценке, с подробным анализом происхождения шали и природы заявленного соответствия ДНК с потомками преступника». Он также отметил, что доказательства результатов ДНК еще не проверены независимыми третьими лицами. Дональд Румбелов заявил, что шаль Эддоуз не может являться уликой для полиции, поскольку могла быть загрязнена «до» или «во время» ДНК-теста.
Несмотря на критику, Лухелайнен продолжал защищать свою работу. В марте 2019 года он совместно c научным сотрудником группы репродукции и раннего развития Института генетики, здравоохранения и терапии Лидского университета Дэвидом Миллером опубликовал работу в рецензируемом журнале Journal of Forensic Sciences. Были высказаны критические замечания со стороны некоторых учёных.

### Космински и «Дэвид Коэн»
Среди подозреваемых в убийствах «Джека-потрошителя» был ещё один польский еврей — Аарон Дэвис Коэн либо Дэвид Коэн, чье заключение в психиатрической клинике Колней-Хатч примерно совпало со временем последнего убийства. Это случилось 12 декабря 1888 примерно через месяц после убийства Мэри Джейн Келли, случившегося 9 ноября. Коэна охарактеризовали как жестоко антисоциального, проявляющего деструктивные тенденции во время пребывания в приюте и не умеющего быть сдержанным. Он был того же возраста, что и Косминский, и умер он в психиатрической клинике в октябре 1889 года.
Мартин Фидо в книге «Преступления, обнаружение и смерть Джека-потрошителя» (1987) предложил, что имя «Дэвид Коэн» использовалось в качестве обычного имени заключенного, а настоящее имя и фамилию (Космински или Камински) было слишком сложно произнести и легко понять неправильно. Фидо назвал Коэна «Кожаным Фартуком» — польским еврейским сапожником, о котором местные жители сплетничали, будто он убийца. Фидо предположил, что истинной личностью Коэна был Натан Каминский — сапожник, живший в Уайтчепеле. Фидо считал, что сотрудники полиции путают имя Каминский с Косминский, в результате чего не тот человек попал под подозрение. Как и в случае с Косминским, в записях клиники для душевнобольных говорится, что он говорил только на идише.
Бывший криминалист ФБР Джон Э. Дуглас утверждал в своей книге «Дела, которые преследуют нас», что поведенческие улики, собранные во время расследования убийств, указывают на человека, «известного полиции как Дэвид Коэн… или кого-то очень похожего на него».